# قوات نظامية

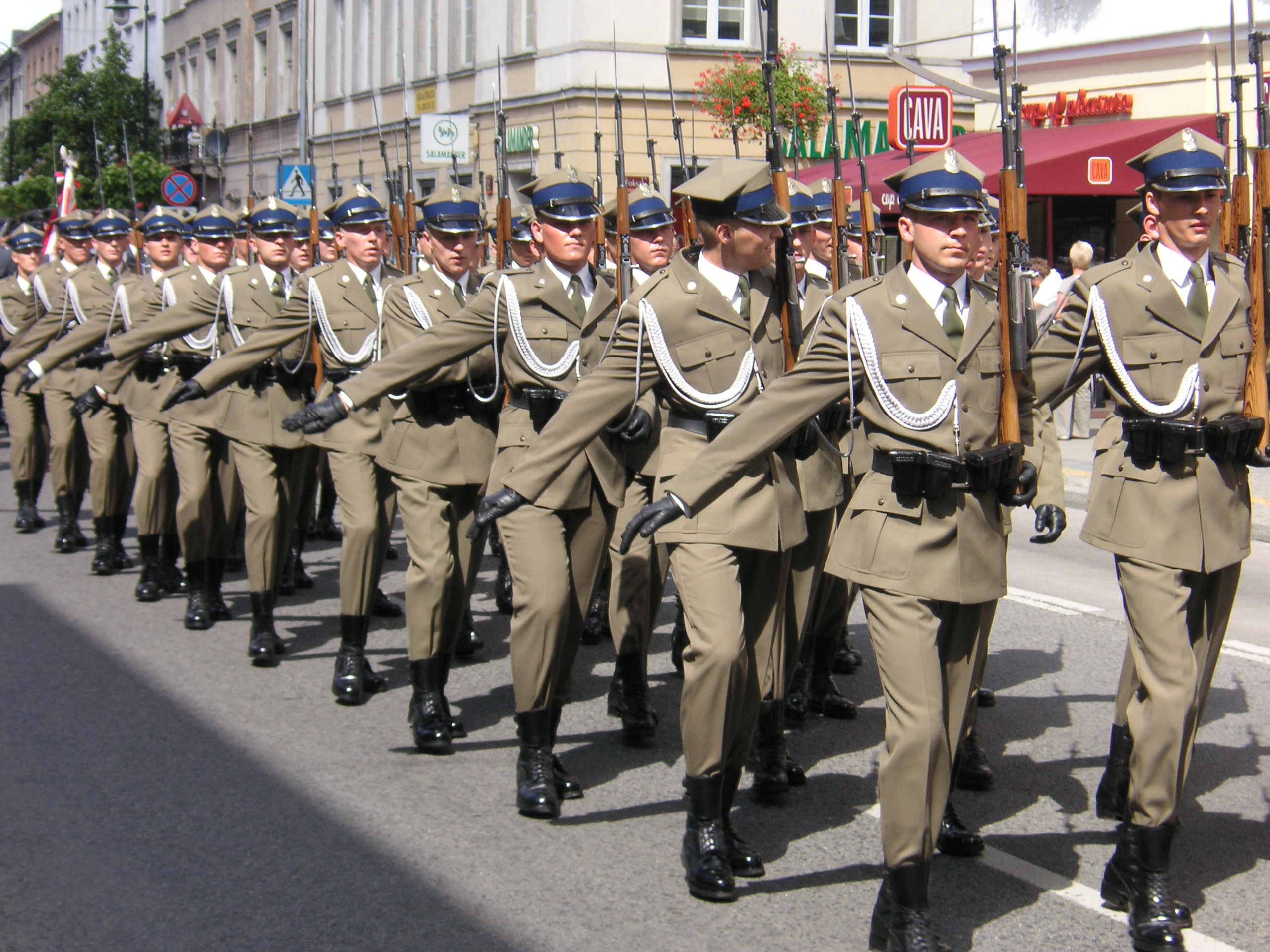

القوات النظامية (بالإنجليزية: Uniformed services)‏ هي هيئات تضم أشخاصًا يعملون في إحدى الدول ويرتدي أفراد كل هيئة زيًا موحدًا. عادة ما تشمل القوى النظامية لإحدى الدول ما يلي:
- القوات المسلحة في البلاد
- الشرطة
- رجال الإطفاء
- قوات الدفاع المدني الفنيون الطبيون في حالات الطوارئ والمسعفون

في بعض البلدان يمكن أن يوجد بها أيضًا ما يلي:
- موظفو الضرائب أو الجمارك
- ضباط دائرة الهجرة
- خفر السواحل
- موظفو سلطة المنارات